# Elyor Gʻaniyev

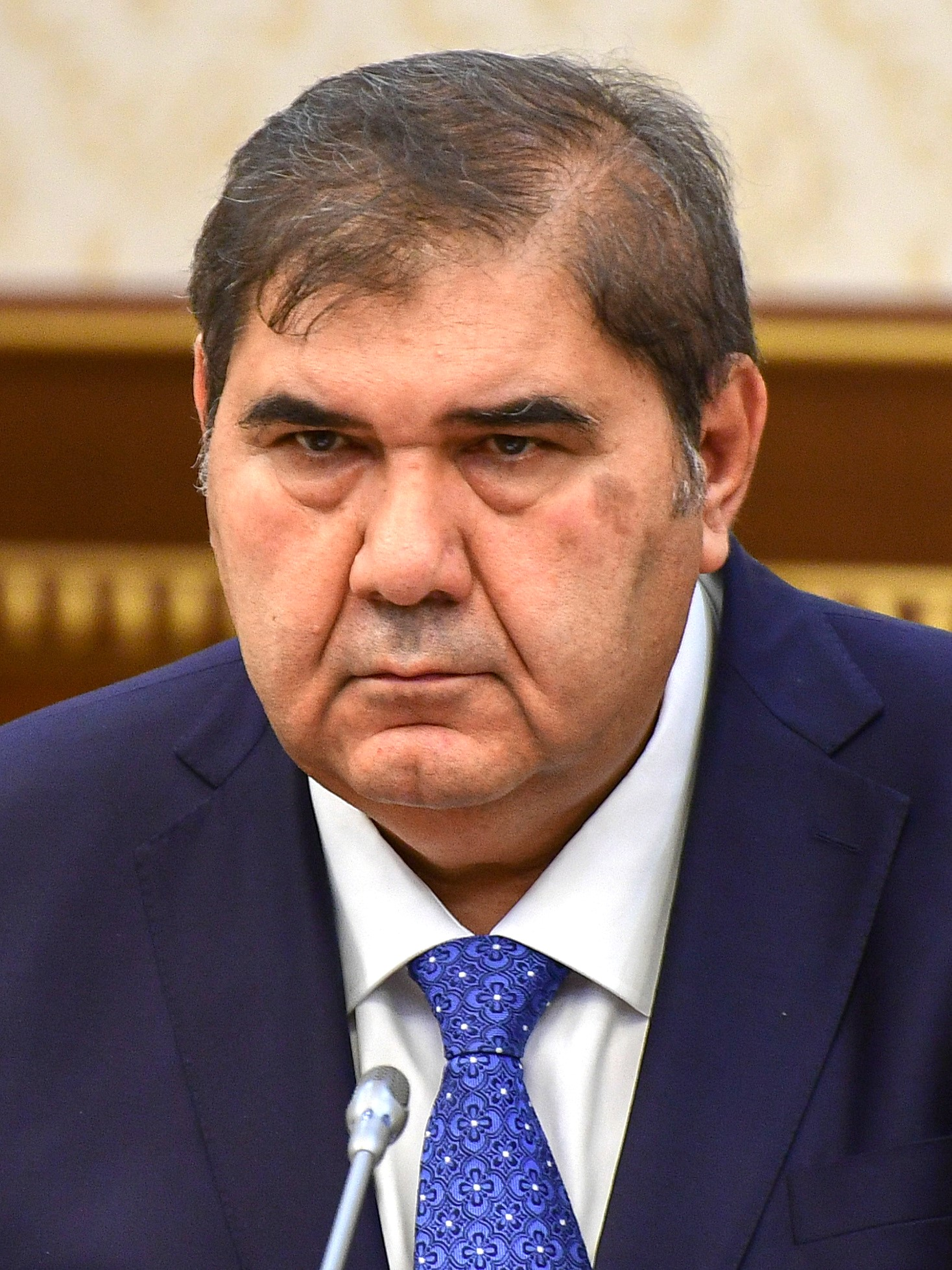
Elyor Gʻaniyev, 2019

Elyor Majidovich Gʻaniyev (usbek.-kyrill. Элёр Мажидович Ғаниев; * 7. Januar 1960 in der Provinz Sirdaryo) ist ein usbekischer Politiker und derzeit Minister für Außenwirtschaftsbeziehungen, Investitionen und Handel.

## Biographie
Gʻaniyev studierte Geologie an der Taschkenter Staatlichen Technischen Universität und absolvierte diese im Jahr 1981. Im Anschluss arbeitete er bis 1984 im polytechnischen Institut derselben Einrichtung als Ingenieur und stellvertretender Abteilungsleiter, bevor er seinen Militärdienst antrat.
Von 1990 bis 1992 war Gʻaniyev als leitender Referent im staatlichen Komitee für Außenwirtschafts- und Handelsbeziehungen der Republik Usbekistan tätig. In den darauffolgenden Jahren folgten kurzfristige Tätigkeiten als Abteilungsleiter des Außenwirtschaftsministeriums (1992–1993), als Abteilungsleiter des Instituts für strategische und interregionale Studien (1993–1994) beim Präsidenten Islom Karimov und als stellvertretender Außenwirtschaftsminister Usbekistans (1995–1997).
Gʻaniyev leitete von 1998 bis 2005 das Ministerium für Außenhandel der Republik Usbekistan. Am 4. Februar 2005 wurde er zum neuen Außenminister ernannt, aber schon im Juli 2006 von Vladimir Norov abgelöst. Gʻaniyev war zeitweise auch stellvertretender Regierungschef Usbekistans. Am 28. Dezember 2010 wurde er erneut Außenminister, aber im Januar 2012 durch Abdulaziz Komilov ersetzt. Seit Januar 2012 ist er Minister für Außenwirtschaftsbeziehungen, Investitionen und Handel.